# Lom Chabařovice
Chabařovický lom nebo také Chabařovický důl se nacházel nedaleko měst Trmice a Chabařovice. Byl to hnědouhelný lom, jehož vznik byl schválen vládou v roce 1974, těžba začala v roce 1976. Těžbě podlehly vesnice Lochočice, Tuchomyšl, Otovice, Hrbovice, Vyklice a Český Újezd. Z lomu bylo vytěženo 61 miliónu tun hnědého uhlí. Na jeho místě se nachází jezero Milada.

## Historie
Začátkem šedesátých let 20. století byly uzavřeny uzavřeny hlubinné doly v ústeckém okrese a následně v roce 1964 byl mezi Tuchomyšlí a Trmicemi otevřen lom Barbora III. Lom se rozšiřoval směrem k Tuchomyšli, a tak se obyvatelé vsi obávali možné likvidace Tuchomyšli. V roce 1967 byli občané Tuchomyšli ujištěni, že vesnice nebude lomem nijak ohrožena, ale v roce 1968 vznikl plán o likvidaci obce, který se později také uskutečnil.
V roce 1974 vláda schválila otevření lomu Chabařovice, výstava začala o rok později postupným rozvojem starších lomů Barbora III a 5. květen a od roku 1976 se začalo s těžbou hnědého uhlí. Předpokládala se likvidace města Chabařovice, ale zbořena byla jen jeho východní část. Předpokládaná doba ukončení těžby byla okolo roku 2020.
Po pádu komunistického režimu v Československu, se 19. ledna 1990 na mítinku občanského fóra začali občané žádat o zastavení lomu Chabařovice a zachování města Chabařovice. Ale v té době začala být těžba velmi zisková a vedení dolu odmítlo provoz zastavit. Za přispění ústeckého primátora Lukáše Mašína, starosty Chabařovic Zbyňka Hroma a také ústeckých a chabařovických občanů byla těžba zastavena 11. září 1991 asi 620 metrů od Chabařovic. V roce 1994 byly zahájeny likvidační práce. Přestože nebylo vytěženo všechno uhlí, byl provoz lomu definitivně ukončen 30. dubna 1997 a poslední sanační skrývka byla odtěžena 17. března 2000. Po zakrytí uhelné vrstvy, náležitém upravení břehů i okolního terénu a ucpání všech starých štol začalo roku 2001 napouštění jezera Milada. Na začátku 21. století lom patřil státnímu podniku Palivový kombinát Ústí.